# Dicranota (Ludicia) reticularis
Dicranota (Ludicia) reticularis is een tweevleugelige uit de familie Pediciidae. De soort komt voor in het Oriëntaals gebied.